# 유강 (천승정왕)
천승정왕 유강(千乘貞王 劉伉, ? ~ 93년)은 후한의 황족이다. 장제의 맏아들로, 장제의 뒤를 이어 즉위한 동생 화제의 존대를 받았다.

## 생애
건초 4년(79년), 천승왕에 봉해졌다.
영원 5년(93년), 낙양에서 죽어 낙양에 장사지냈다. 시호를 정(貞)이라 하였고, 작위는 아들 유총이 이었다.

## 출전
- 범엽, 《후한서》 권3 숙종효장제기·권4 효화효상제기·권55 장제팔왕열전

| 전임 (18년 전) 천승애왕 유건 | 후한의 천승왕 79년 4월 신묘일 ~ 93년 정월 무자일 | 후임 아들 유총 |